# DVB-C
Il Digital Video Broadcasting - Cable (DVB-C) è lo standard del consorzio europeo DVB per una modalità di trasmissione televisiva via cavo. Il sistema prevede la trasmissione di un flusso audio/video digitale della famiglia MPEG-4, usando un sistema di modulazione QAM con codifica di canale.

## Descrizione tecnica del sistema di trasmissione
Con riferimento alla figura, descriviamo brevemente le caratteristiche e lo scopo di ciascun blocco di elaborazione.
- Codifica di sorgente e multiplexing MPEG-2: un flusso video, uno audio e uno dati sono multiplati insieme a costituire un flusso di programma MPEG-2 PS (MPEG-2 Programme Stream). Uno o più flussi di programma costituiscono un flusso di trasporto MPEG-2 TS (MPEG-2 Transport Stream); tale flusso rappresenta la sequenza digitale che viene trasmessa e ricevuta nei set-top box (STB) domestici.
- Conversione byte/m-upla: i byte di dati vengono codificati in m-uple di bit (m = 4, 5, 6, 7, o 8).
- Codifica differenziale: i due bit più significativi della m-upla sono sottoposti a un'operazione che rende il segnale trasmesso robusto.
- Sagomatura in banda-base: il segnale QAM è opportunamente filtrato con un filtro a coseno rialzato, che permette di diminuire le interferenze mutue del segnale in ricezione.
- DAC e front-end: il segnale digitale viene opportunamente trasformato in un segnale analogico, grazie ad un convertitore digitale-analogico (DAC, Digital to Analog Converter), ed infine modulato a frequenza radio dal front end ad RF.

## Descrizione tecnica del sistema di ricezione
In ricezione, il set-top box contiene tutti i circuiti necessari ad effettuare la demodulazione, la decodifica del segnale ricevuto, utilizzando tecniche duali a quelle descritte per la trasmissione.